# تپه اوچ بلاغ
تپه اوچ بلاغ مربوط به هزاره اول قبل از میلاد است و در شهرستان میانه، بخش مرکزی، دهستان کله بوز شرقی، ۱/۵ کیلومتری جنوب روستای زرنق واقع شده و این اثر در تاریخ ۱۵ اسفند ۱۳۸۵ با شمارهٔ ثبت ۱۷۹۱۰ به‌عنوان یکی از آثار ملی ایران به ثبت رسیده است.